# Пфальцский Лес
Пфа́льцский Лес (нем. Pfälzerwald или Pfälzer Wald) — горный массив в германской федеральной земле Рейнланд-Пфальц. Благодаря лесному покрытию от 82 до 90 процентов, является самым крупным связанным лесным массивом Германии, охватывающим 1771 км². Пфальцский Лес составляет более трети территории всего Пфальца.
Вместе с Вогезами, расположенными с южной стороны на территории Франции, образует единое геоморфологическое пространство с площадью 8000 км², составляющее западную границу Верхнерейнской низменности.
На восточной окраине Пфальцского Леса находится Башня Бисмарка.

## Достопримечательности
- Замок Альтдан